# NGC 4398
NGC 4398 é uma estrela na direção da constelação de Virgo. O objeto foi descoberto pelo astrônomo Heinrich d'Arrest em 1865, usando um telescópio refrator com abertura de 11 polegadas. 